# Iván Valenzuela
Iván Daniel Valenzuela Urra (Rancagua, 3 de mayo de 1966) es un periodista chileno. Ha participado en la prensa escrita, radial y televisiva. Destaca por ser uno de los principales rostros de Teletrece, el departamento de prensa de Canal 13, conduciendo sus noticieros, además del programa Mesa central en Tele13 Radio.

## Biografía
Vivió un tiempo en Linares y luego estudió periodismo en la Pontificia Universidad Católica de Chile y al egresar comenzó como columnista de música en la revista Wikén, suplemento de El Mercurio. Al mismo tiempo se desempeñó como editor del naciente suplemento Zona de Contacto, del mismo diario, en el cual compartió labores con algunos de sus compañeros de universidad. En Televisión Nacional de Chile (TVN) fue editor periodístico y panelista del programa juvenil Ene TV (1991-1992) y comentarista de espectáculos en el noticiero central 24 Horas (1992-1993).  
El 1 de diciembre de 1992 nació la radio Rock & Pop, que se transformó en un hito de las comunicaciones radiales de la década. Valenzuela formó parte fundamental en el impulso que tuvo este nuevo medio. El periodista condujo el programa Haciendo ruido, que se emitía todas las mañanas. El 16 de agosto de 1995 se concretó el Canal 2 Rock & Pop, versión televisiva de la radio homónima, donde cumplió el cargo de subdirector. Durante 1997 decidió volver al área periodística, con el programa de debate Focus Group, el que funcionaba con un panel estable de jóvenes, quienes discutían temas contingentes.
En abril de 1998 contrajo matrimonio con Rosario Camacho y a finales de ese año, asumió como director de programación de Radio Cooperativa. A esas alturas, Canal 2 ya estaba en pleno descenso. Luego de asumir nuevamente labores administrativas en Radio Cooperativa, el 1 de marzo de 1999 volvió a los micrófonos, luego de tres años de alejamiento, conduciendo el programa Lo que queda del día, junto a los periodistas Paula Molina y Mario Gutiérrez, espacio de corte netamente periodístico, el cual reemplazó a la Tercera Edición del Diario de Cooperativa.
En marzo de 2001 fue nombrado Subdirector de Producción de Canal 13 y volvió a la pantalla, en el programa El triciclo, junto a los periodistas Aldo Schiappacasse y Fernando Paulsen.
En marzo de 2002 dejó la Subgerencia de Producción de Canal 13 y condujo el espacio Biografías, además de tomar la conducción del matinal Viva la mañana en octubre de ese año. En 2003 condujo junto a Cristián Sánchez un programa satélite del reality Protagonistas de la música, llamado Amenaza Real, que al año siguiente (2004) se transformó en un estelar.
Durante un par de años fue el conductor de la edición central de Teletrece (2009-2012) y del programa de reportajes Contacto (2007-2010). Condujo junto a Aldo Schiappacasse el programa de conversación Dudo en Canal 13C entre 2012 y 2014, y desde 2010 hasta 2015 condujo el programa Dulce patria en Radio Cooperativa, especializado en la música chilena. En marzo de 2015 abandonó Cooperativa tras 17 años para trabajar en la nueva estación informativa de 13 Radios (perteneciente a Canal 13), Tele13 Radio.
Entre 2016 y 2017, condujo el programa político En buen chileno.
Actualmente conduce las ediciones "Tarde" y "Domingo" del  Teletrece de Canal 13, además del programa Mesa central de lunes a viernes a las 7.00 AM en Tele13 Radio y los domingos también en Canal 13.